# Molophilus nielseni
Molophilus nielseni är en tvåvingeart som beskrevs av Günther Theischinger 1994. Molophilus nielseni ingår i släktet Molophilus och familjen småharkrankar. Inga underarter finns listade i Catalogue of Life.